# Berto Perotti
Berto Perotti (Verona, 5 febbraio 1911 – Verona, 26 giugno 2005) è stato un germanista, scrittore, esponente della Resistenza italiano.

## Biografia
Il padre Arturo impiegato comunale a Verona ma originario di Avezzano era stato schedato nel Casellario politico centrale come antifascista, diffidato e inviato al confino.
Dopo il diploma di maturità nel liceo classico Maffei di Verona si laureò in Lettere all’università di Padova. Anch’egli fu schedato nel Casellario Politico Centrale a partire dal 1935 come comunista. Non potendo insegnare perché privo della tessera del Partito Nazionale Fascista, richiese invano il passaporto per la Francia e per la Svizzera.

### Soggiorno in Germania (1937-1943)
Nel 1937 emigrò in Germania, a Düsseldorf, dove riuscì ad ottenere una cattedra alle scuole Berlitz e cominciò ad insegnare lingua e letteratura italiana. Entrò in contatto con intellettuali e artisti oppositori del nazismo, in particolare con lo scultore e pittore Otto Pankok, esponente di quella che i nazisti considerarono arte degenerata. Perotti fu testimone diretto del pogrom contro gli Ebrei condotto in tutta la Germania nella cosiddetta Notte dei cristalli tra il 9 e il 10 novembre del 1938.

### Rientro in Italia e attività nella resistenza (1943-1944)
Dopo la caduta di Mussolini del 25 luglio 1943 Perotti lasciò Dresda dove si trovava in quel momento e tornò in Italia. Entrò nelle file della Resistenza veronese, partecipando in particolare ad un gruppo di stampa e propaganda clandestina. Perotti teneva i contatti tra il gruppo e il Partito comunista, Guglielmo Bravo procurava i mezzi tecnici e finanziari per la stampa; Giovanni Faccioli fungeva da tipografo e redattore aiutato dalla moglie Nazarena Zagantini; Armando Biancotto aveva acquistato una tipografia; Giulio Sancassani forniva materiale tipografico proveniente da “il Resto del Carlino”. Tutti redigevano il materiale a stampa e in parte lo diffondevano. Il gruppo fu attivo fino ai primi di luglio del 1944, quando Guglielmo Bravo fu arrestato e deportato in Germania insieme agli altri esponenti del Comitato di Liberazione Nazionale della provincia di Verona. Un nuovo comitato provinciale fu formato alla fine di agosto 1944 e Perotti ne fece parte come rappresentante del Partito comunista.

### Arresto e detenzione (1944-1945)
Fermato ed imprigionato una prima volta a Vercelli nel maggio del 1944, fu arrestato definitivamente a Milano il 6 novembre 1944 dalle SS italiane. Durante le fasi della cattura subì in una sparatoria la perdita di una falange del dito medio della mano sinistra. Fu condotto prima a Monza, dove fu sottoposto ad un duro interrogatorio e poi nel V raggio del carcere di San Vittore. Fu poi trasferito alle celle delle SS nei sotterranei del Palazzo dell'INA a Verona, poi a Forte San Leonardo ed a quello vicino di Forte San Mattia, fino al 14 febbraio 1945. Da Verona fu deportato infine nel blocco “D” del campo di transito di Bolzano dove rimase fino al 1 maggio 1945.

### Dopoguerra (1945-2005)
Nel dopoguerra fu assessore all’Assistenza nella giunta comunale di Verona guidata dal sindaco Aldo Fedeli. Uscì dal Partito Comunista dopo l’invasione sovietica dell’Ungheria nel 1956. Insegnò fino al 1975 Lingua e letteratura tedesca prima all’istituto Galileo Ferraris di Verona e poi all’Università degli Studi di Verona.
Numerose sono le sue pubblicazioni: raccolte di poesie e soprattutto scritti, resoconti e testimonianze su fascismo, nazismo, lotta di liberazione e deportazione.
A Berto Perotti è stata intitolata a Verona la sala conferenze dell’Istituto per la storia della Resistenza e dell’età contemporanea in via Cantarane.

## Scritti
- La rivolta dei brutti, Verona, L’Albero, 1940.
- Inferriate, Milano, La Quercia, 1948.
- La canzone dell'adige: liriche, Milano, La Quercia, 1951.
- Amare soglie: liriche, Milano, La Quercia, 1952.
- I poveri: liriche, Milano, La Quercia, 1952.
- Assalto agli Scalzi: contributo alla storia della resistenza nel Veronese, Milano, La Quercia, 1957.
- La problematica della gioventù tedesca tra letteratura e realtà, Verona, Libreria universitaria, 1972.
- Tra littorio e svastica: Esperienze dell'altro asse, Firenze, La Nuova Italia, 1970.
- I problemi dell'ebraismo nella letteratura tedesca, Verona, Libreria universitaria, 1973.
- La letteratura tedesca dell'esilio, Verona, Libreria universitaria, 1974.
- L'anno zero della Germania rossa, Bari, Dedalo, 1991.
- La Notte dei cristalli: l'inizio dell'Olocausto nel racconto di un testimone oculare (9 - 10 novembre 1938), Milano, Mursia, 1995.
- Clessidra: liriche, Zevio (Verona), Perosini, 1995.